# Бай, Энрико
Энрико Бай (итал. Enrico Baj; 31 октября 1924[…], Милан — 16 июня 2003[…], Верджате, Ломбардия) — итальянский скульптор, художник и эссеист.

## Биография
Образование получил в миланском Лицее Джованни Берше, затем начал обучение на медицинском факультете Миланского университета, но прервал его из-за Второй мировой войны, по завершении которой перевёлся на юридический факультет, который и окончил, став юристом. В то же время получил художественное образование Академии изящных искусств Брера.
Бай имел дружеские отношения с итальянскими и зарубежными поэтами и писателями, такими как Андре Бретон, Марсель Дюшан, Раймон Кено, Эдоардо Сангинети, Умберто Эко и другими, он сотрудничал с ними в качестве иллюстратора.
В 1951 году он провёл свою первую персональную художественную выставку в Galleria San Fedele в Милане, где выставлял свои неформальные работы. В том же году вместе с Серхио Данжело основал Движение ядерной живописи. В 1953 году вместе с Асгером Йорном основал Международное движение за творческий Баухаус. В 1954 году совместно со швейцарским скульптором Максом Биллем организовал в Италии международные встречи по керамическому искусству, гостями и участниками которых были Лучо Фонтана, Эмилио Сканавино, Карел Аппел, Гильом Беверло, Роберто Матта, Алиги Сассу, Эдуард Ягер и другими.
В пятидесятые годы Бай сотрудничал с авангардными журналами Il Gesto, Boa и Phases. С годами страсть к писательству у него возрастает, что приводит к публикации многочисленных книг, в том числе «Patafisica» (1982), «Automitobiografia» (1983), «Impariamo il pittura», «Fantasia e realtà » с Гуттузо Ренато, Ecologia dell’arte.
В 1957 году он написал манифест « Contro lo stile» и провёл свою первую персональную выставку за границей в галерее One в Лондоне; в 1959 году присоединился к Манифесту Неаполя. В 1962 году принял участие в нью-йоркской выставке «Искусство сборки», где встретился с Дюшаном. В 1963—1966 годах провёл много времени в Париже, где присоединился к сообществу Коллеж патафизики. В 1964 году получил личную комнату на Венецианской биеннале и в том же году выставлялся на Миланской триеннале.
Всегда внимательный к социальным аспектам своей работы, в 1972 году он посвятил большое полотно «Похоронам анархиста Пинелли», где изобразил свои собственные фигуры, вдохновлённые картиной Пабло Пикассо «Герника». Через 40 лет работа была выставлена в Палаццо Реале в Милане летом 2012 года.
Архив художника хранится в Архиве '900, находящимся в Музее современного искусства Тренто и Роверето.

## Художественное мышление
Бай на протяжении всей своей жизни придерживался различных художественных движений, которые вошли в историю двадцатого века: модерн, сюрреализм, патафизика, ядерное движение.
Бай использовал разные техники, от дриппинга до коллажей, иногда вместе с инкрустацией и шпоном, как в "Modificazioni " (1959—1960). В «Cravatte» 1967—1968 годов он использовал пластик. «L’Apocalisse» 1978 года — трехмерная головоломка.

## Работа в музеях
- Городской музей замка Маснаго, Маснаго (Варезе)
- Галерея современного и современного искусства, Бергамо
- Национальная галерея современного искусства в Риме.
- Музей Санта-Барбары (MuSaBa), Маммола (RC)
- Галларатский художественный музей
- МАП Музей пластического искусства, Кастильоне-Олона
- Музей коллекции Берардо, Лиссабон